# یواس‌سی‌جی‌سی تاهوما (دبلیوام‌ئی‌سی-۹۰۸)
یواس‌سی‌جی‌سی تاهوما (دبلیوام‌ئی‌سی-۹۰۸) (به انگلیسی: USCGC Tahoma (WMEC-908)) یک کشتی بود که طول آن ۲۷۰ فوت (۸۲ متر) بود. این کشتی در سال ۱۹۸۷ ساخته شد.